# Geispolsheim
Geispolsheim település Franciaországban, Bas-Rhin megyében. Lakosainak száma 7759 fő (2022. január 1.). Geispolsheim Ostwald, Blaesheim, Entzheim, Fegersheim, Hindisheim, Illkirch-Graffenstaden, Lingolsheim és Lipsheim községekkel határos.

## Népesség
A település népességének változása:
| Lakosok száma | 7133 | 7460 | 7551 | 7540 | 7605 | 7561 | 7603 | 7603 | 7759 |
|               | 2013 | 2015 | 2016 | 2017 | 2018 | 2019 | 2020 | 2021 | 2022 |